# Szásztyukos
Szásztyukos vagy Szásztyúkos (románul: Ticușu Vechi, németül: Deutsch-Tekesch, helyi szász nyelvjárásban Täkes) falu Romániában, Brassó megyében.

## Fekvése
Kőhalomtól légvonalban 15, közúton 33 km-re délnyugatra, Fogarastól légvonalban 13, közúton 35 km-re északkeletre, dombvidéken fekszik.

## Története
Határában 3–4. századi gót település nyomaira bukkantak. Szásztyúkos kőhalomszéki szász falu volt. Először 1373-ban Thikus, Thyx, Teyx és Tykus néven említették. Nevének előtagja első ízben 1600-ban szerepelt (Szásztyúkoson). A 15–16. század fordulóján Kőhalomszék második legkisebb falva. Az 1540-es években Moldvából románok érkeztek. 1578-ban Felmér és Kóbor ellen folytatott határpert. Az 1596-os székely felkelés leverése után székelyek költöztek be, ezzel párhuzamosan a románokat Oláhtyukosra költöztették. I. Rákóczi György a székelyek számára 1641-ben elrendelte a magyar nyelvű istentiszteletet (a szomszédos Kóbornak ekkor már magyar prédikátora volt). A kőhalmi esperesség ezt a rendeletet ugyan semmisnek nyílvánította, de később mégis megadta az engedélyt. Ekkor körülbelül fele-fele arányban lakták szász és székely gazdák. Az 1658-as tatárjárás után a két etnikum egyaránt részt vett a tanácsban, és 1720-ban székely folnagyot (bírót) választottak. Az 1750-es évek után már nem tartottak magyar nyelvű istentiszteleteket. A székely családok nyelvileg asszimilálódtak a szászokhoz, de egészen az 1980-as évek elejéig megtartották székely származásuk tudatát. Nagy részük magyar eredetű családnevet viselt (Almasi, Backo, Czekelius, Dombi, Gergel, Haydu, Jantschi, Kattona, Kellemen, Matzi, Nagy, Orban, Orsik, Szabados, Toth), mások az anyakönyvekben németesített családnéven szerepeltek ugyan, de az egész közösség magyar eredetű néven hivatkozott rájuk (Schneider/Sabo, Schuster/Varga, Jakobi/Jakab, Benning/Benkő, Gähn/Puskás, Wagner/Kerekes, Paul/Paal, Kirschner/Szöts.) A szász autonómia megszüntetésekor, 1876-ban Nagy-Küküllő vármegyéhez csatolták.

## Népessége
- 1850-ben 1261 lakosából 907 volt szász, 230 román és 123 cigány; 907 evangélikus, 204 görögkatolikus és 149 ortodox vallású.
- 1910-ben 1617 lakosából 1129 volt német, 265 román, 184 cigány és 39 magyar anyanyelvű; 1130 evangélikus 443 görögkatolikus, 21 református.
- 2002-ben 633 lakosából 332 volt cigány, 287 román és hét német nemzetiségű; 525 ortodox, 47 pünkösdista, 26 evangéliumi keresztény és 16 adventista vallású.

## Látnivalók
- Szász evangélikus erődtemplomának védőműve 16. századi eredetű, 1694-ben átalakították, 1895-ben részben lebontották. Eredeti négy védőtornyából kettő maradt fönn. Középkori temploma az 1802-es földrengésben olyannyira megrongálódott, hogy elbontották és helyére 1823–27-ben egy új, klasszicista templomot emeltek. Későbarokk, a rokokó jegyeit mutató oltára 1772-ből való.[7]

## Galéria

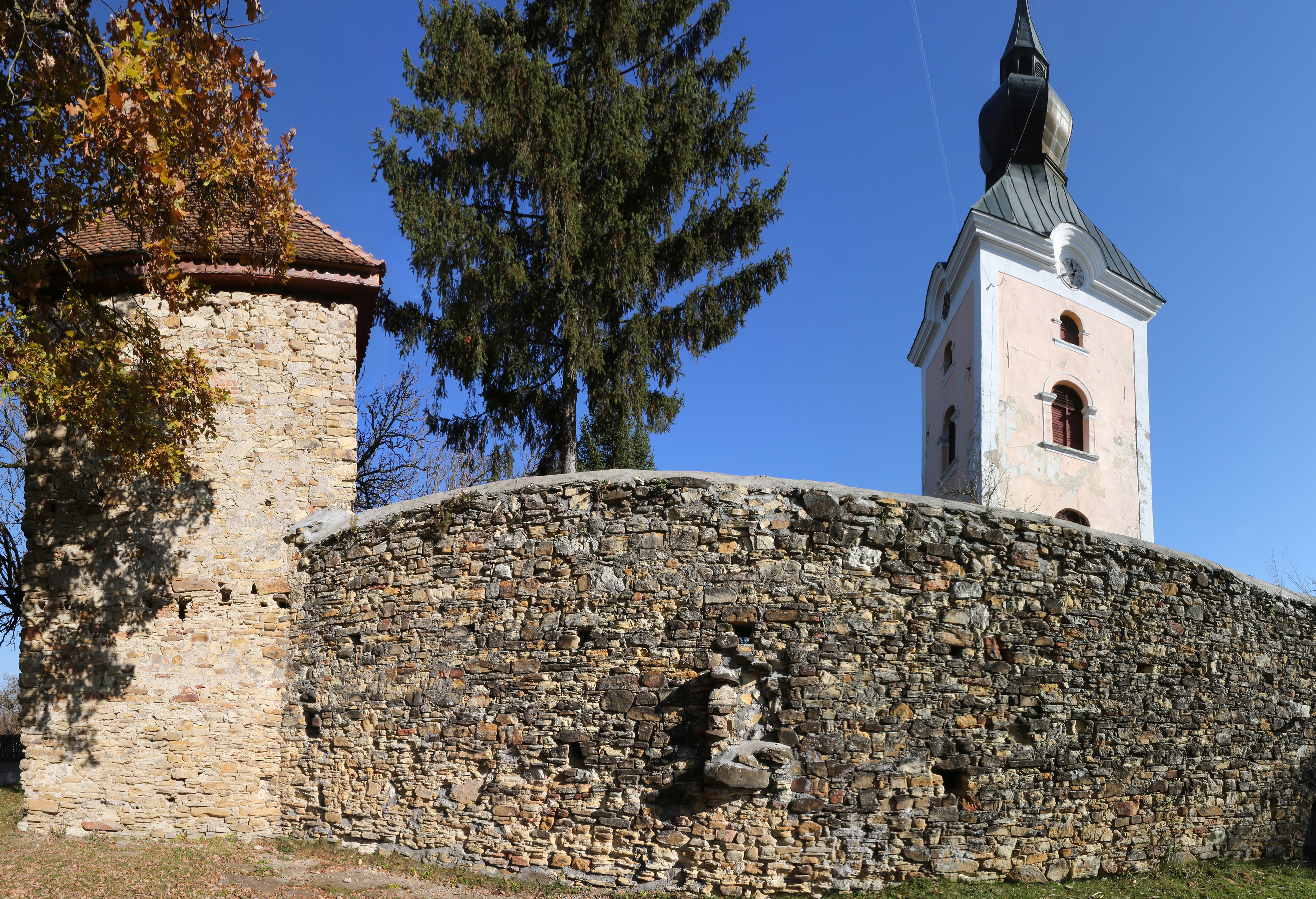
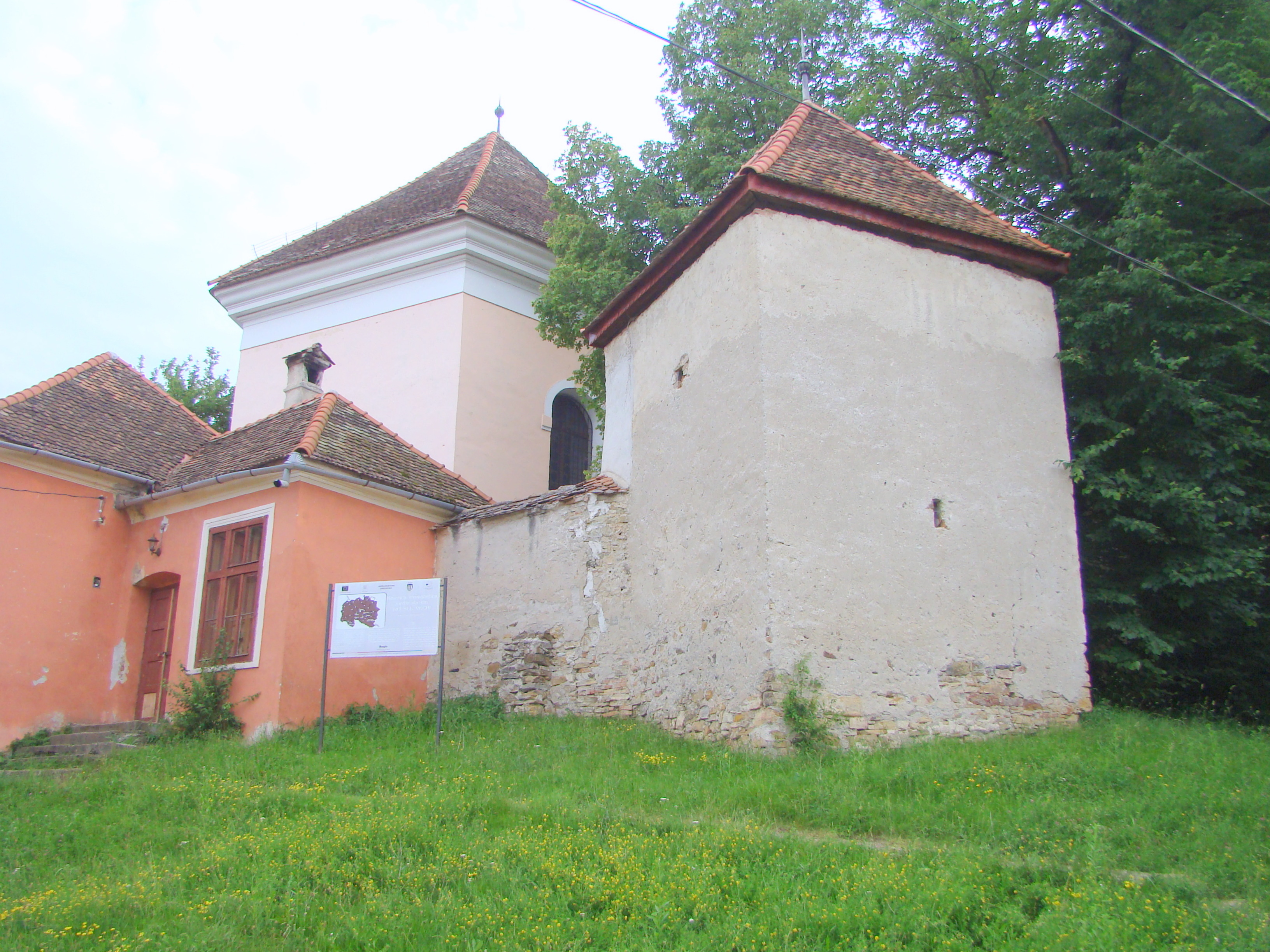
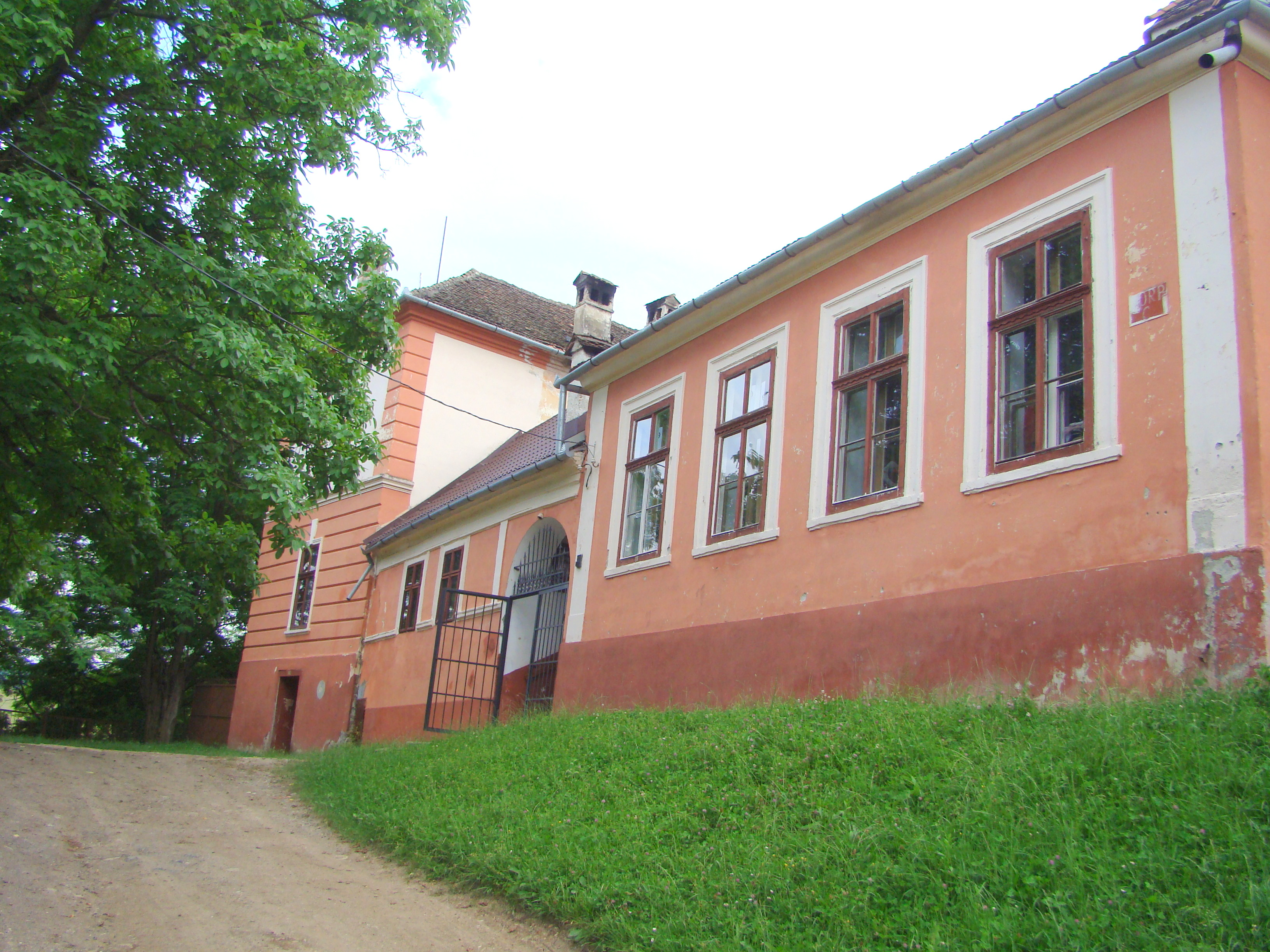
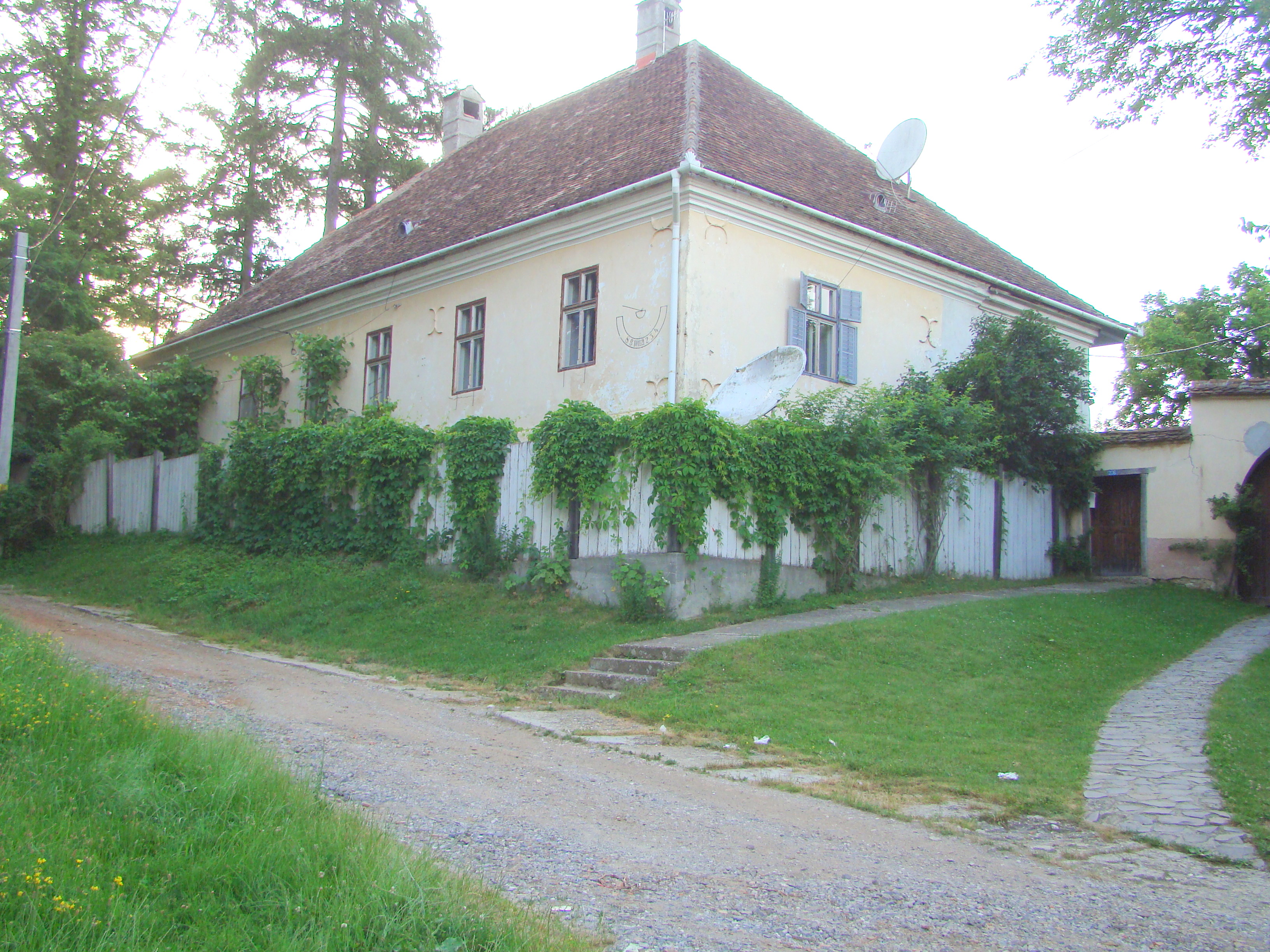
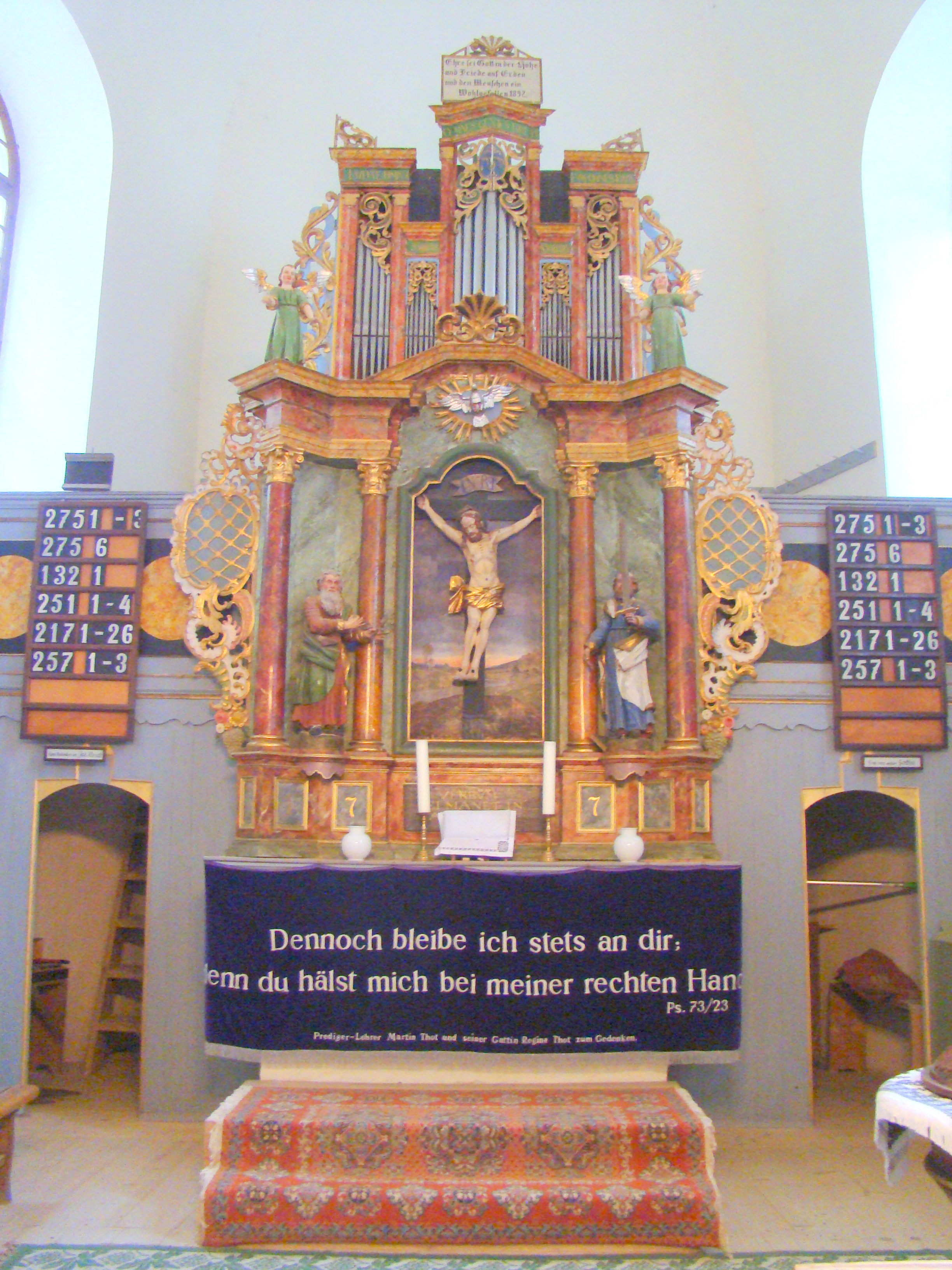
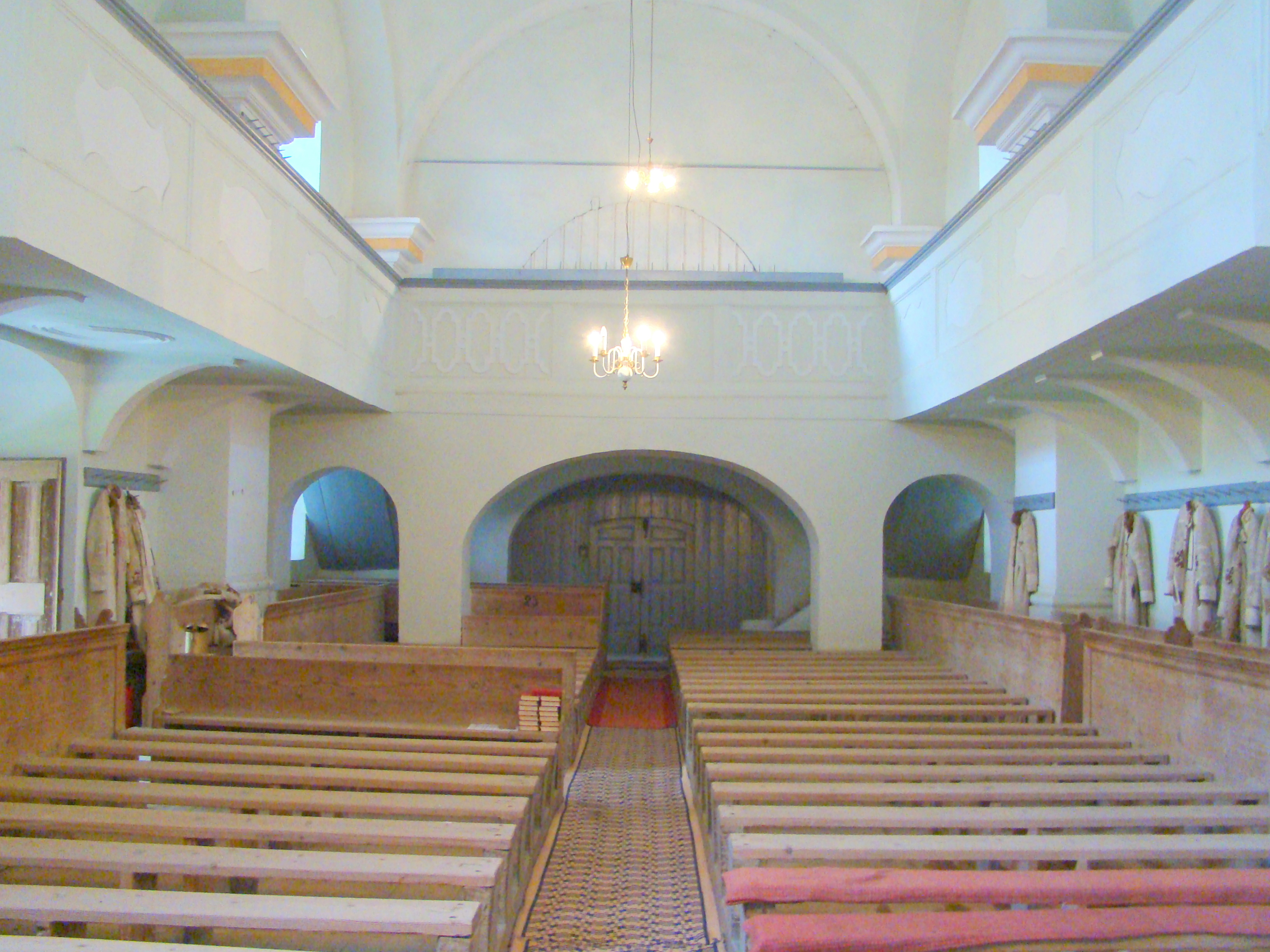
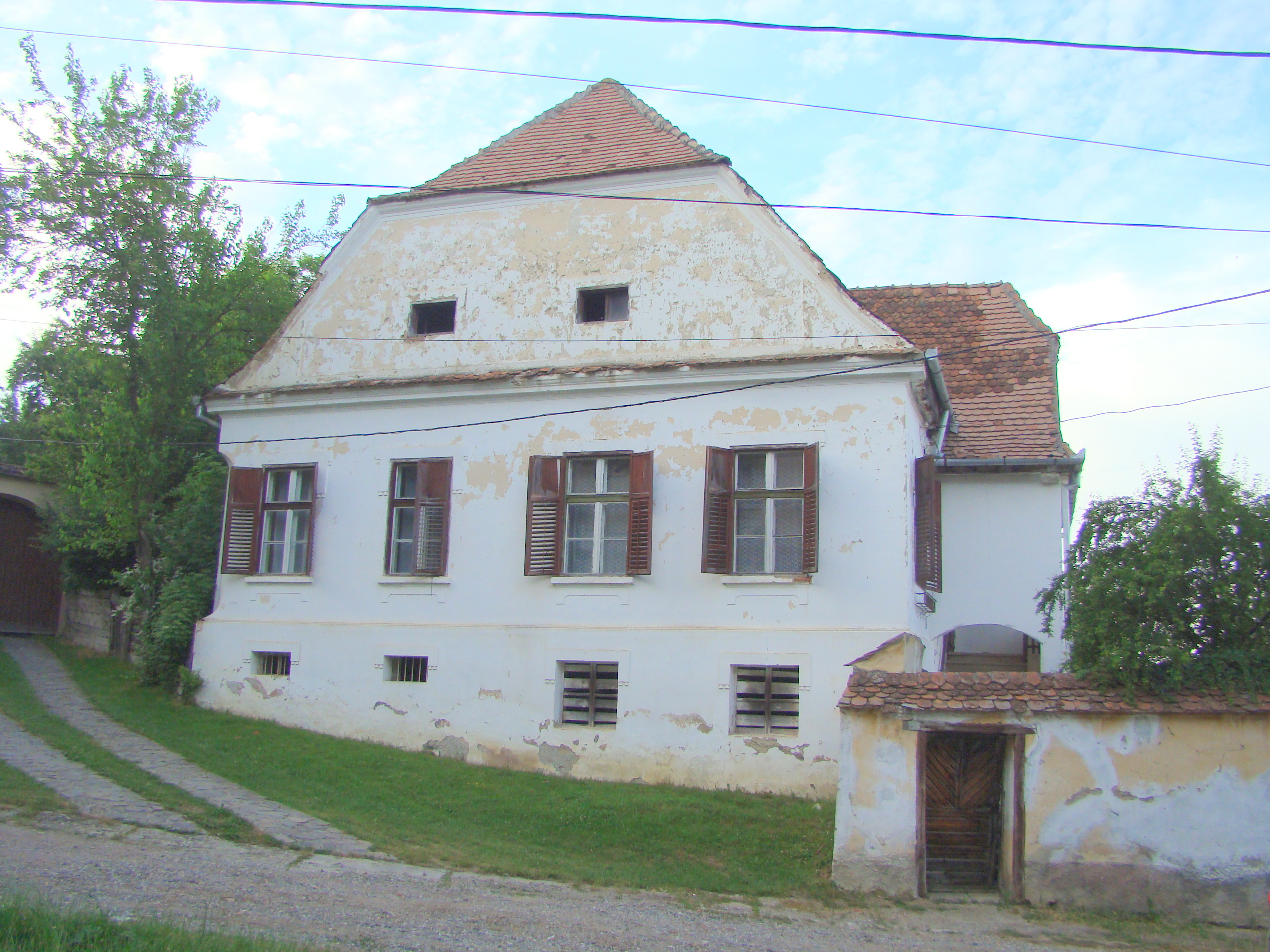
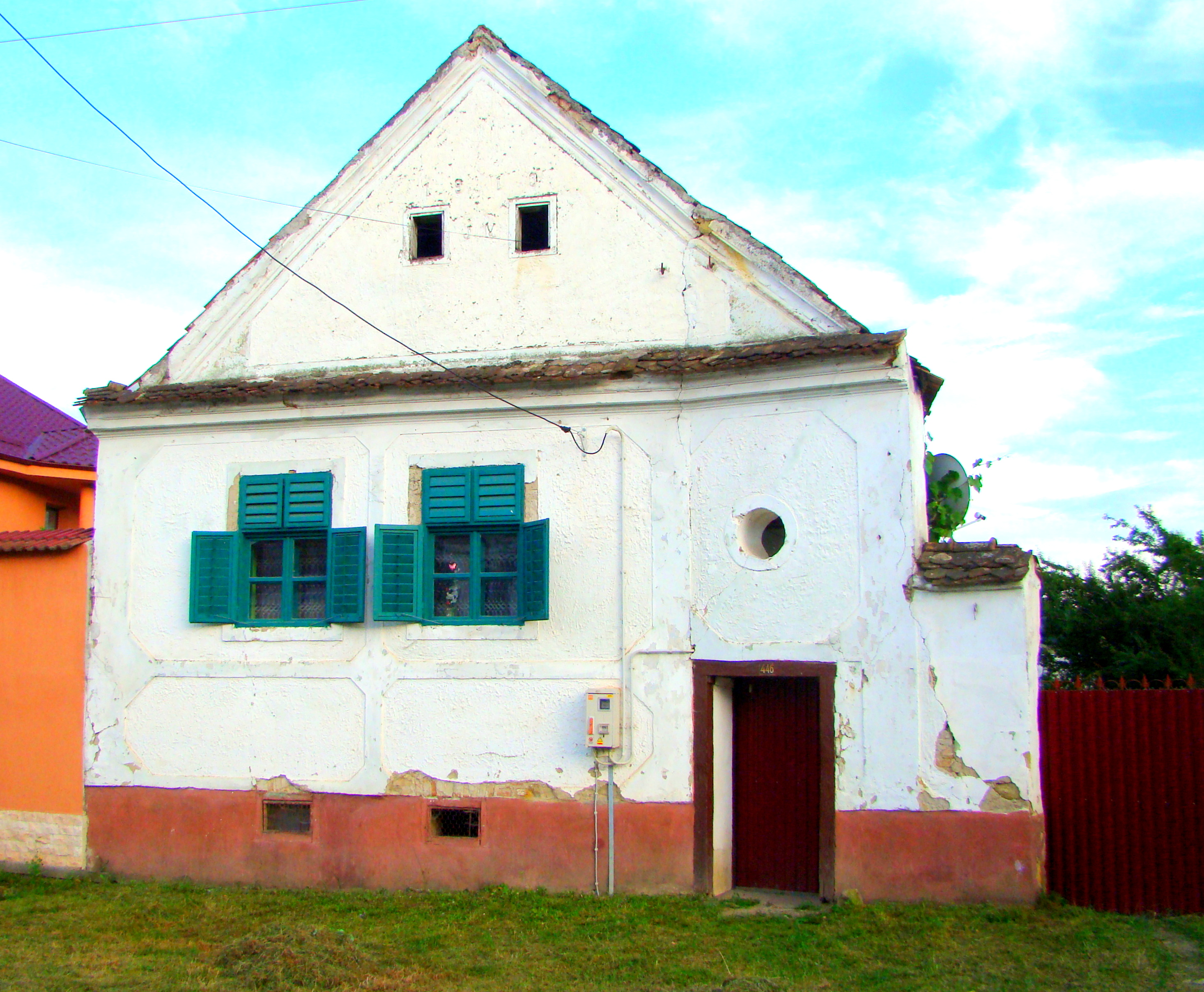
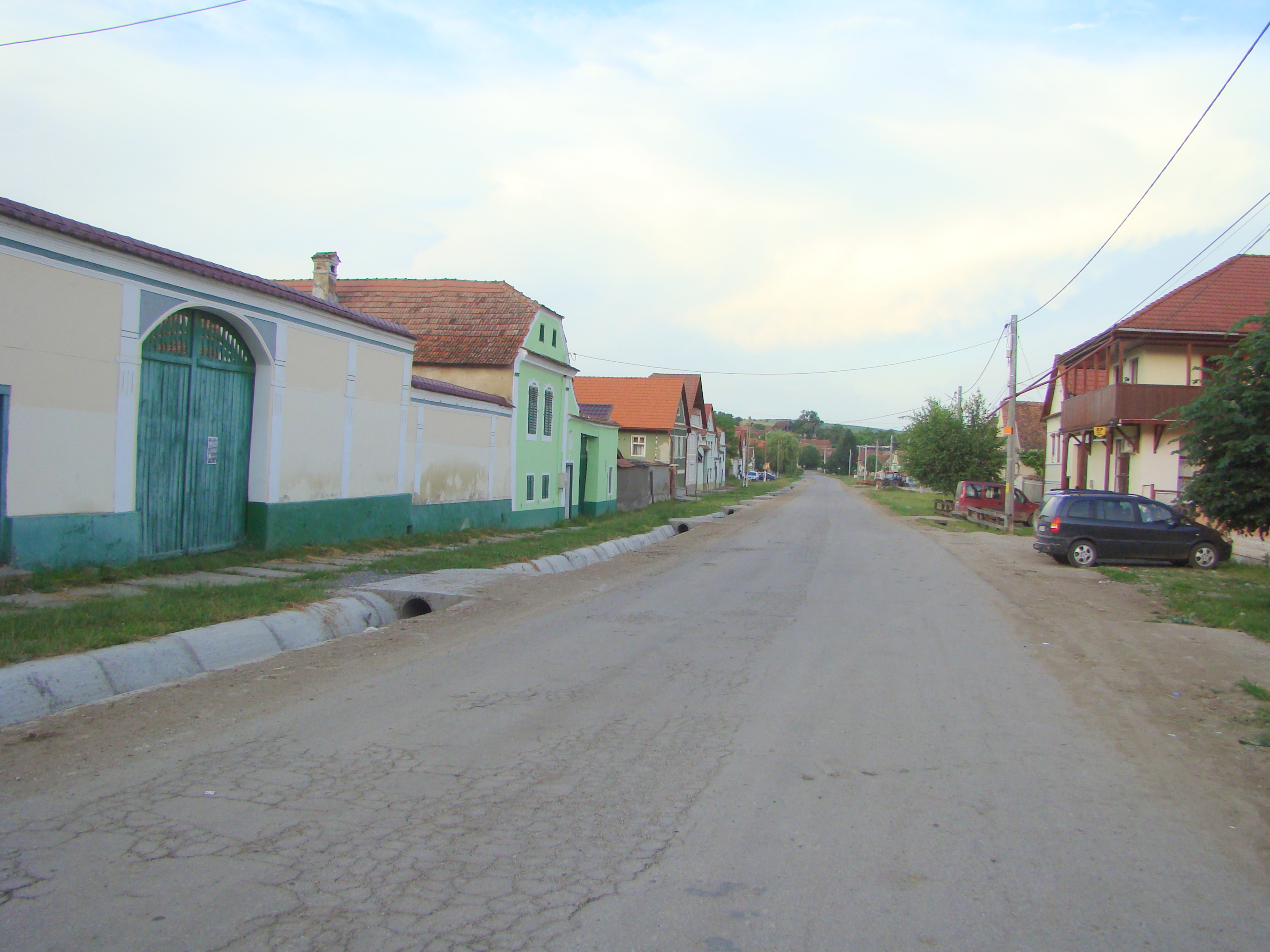